# Kuřáku, smrdíš!

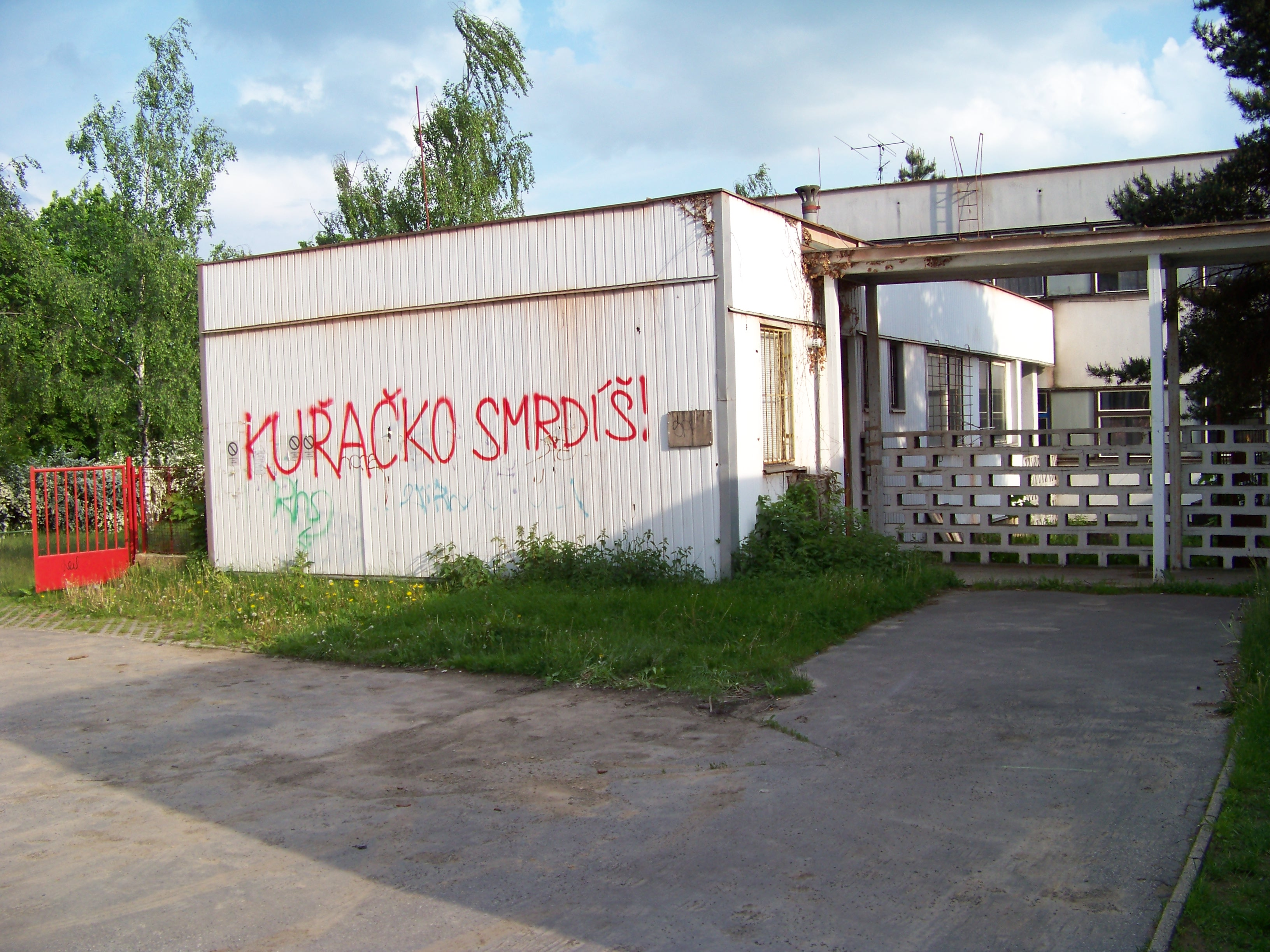
Nápis na pražském Jižním Městě

Kuřáku, smrdíš! je česká kampaň proti kouření, a to zejména u dětí. Její podstatou je zhotovování sprejových nápisů Kuřáku, smrdíš! nebo Kuřačko, smrdíš! na veřejně viditelných plochách. Vzhledem k tomu, že tato činnost má charakter trestného činu poškození cizí věci, je kampaň vnímána jako kontroverzní.

## Historie
Nápisy byly zaznamenány poprvé někdy před rokem 2007 v Brně, následně v dalších především krajských a okresních městech. Identita tvůrce nebo tvůrců není známa. Ohledně jeho osoby existuje řada teorií ve writerské komunitě, které hovoří o vysoce vzdělaném člověku, sociologovi, právníkovi nebo plicním lékaři z Brna nebo jeho blízkého okolí. Pravděpodobně první zmínka o takovéto kampani na internetu pochází z článku „SPOLEČNOST: Dým zakázaného ovoce“ na serveru Neviditelný pes, který byl publikován 1. února 2007 v Lidových novinách a který volá po provedení kampaně tohoto jména.
Fenomén pomalu postupoval mezi městy a společně se „Servít je vůl“ patří mezi nejrozšířenější memy – nápisy v českém veřejném prostoru. Vrchol aktivity této kampaně lze klást mezi roky 2011–2013, kdy se nápisům ve zvýšené míře věnoval především lokální tisk a policie.
Mezi lety 2010–2014 byla provozována webová stránka na adrese www.kurakusmrdis.cz, přičemž k nápisu samotnému byla přidávána i tato koncovka.